# Les Toits du Palace

Les Toits du Palace est un album du groupe de rock français La Souris Déglinguée,, sorti en 2014. Le street-artiste Invader, fan du groupe, a répondu à l'appel à contribution du producteur indépendant et leur a offert le visuel de l'album.

## Liste des pistes
| No  | Titre                            | Durée |
| --- | -------------------------------- | ----- |
| 1.  | Sur les Toits Du Palace          | 3:44  |
| 2.  | J'Aimerai Toujours Cette Musique | 2:37  |
| 3.  | Dolce Vita Nouvelle Version !    | 2:15  |
| 4.  | Françoys Villon                  | 3:00  |
| 5.  | Fukushima                        | 3:46  |
| 6.  | Gentil Robot                     | 3:35  |
| 7.  | Avant 75                         | 2:28  |
| 8.  | Paris Eté 79                     | 3:34  |
| 9.  | Little John !                    | 2:15  |
| 10. | Poussière De La Vie              | 3:41  |
| 11. | Made In China                    | 2:59  |
| 12. | Derrière le Miroir               | 2:49  |
| 13. | Jacqueline                       | 3:36  |
| 14. | Psycho Jazz                      | 2:43  |
| 15. | Le Pays Que Dieu a Oublié        | 4:00  |
| 16. | Manfeilong                       | 1:58  |
| 17. | Pékin Aujourd'hui                | 4:13  |
| 18. | Samedi Soir Huit Zéro            | 3:53  |
| 19. | Viêt Lai Triade                  | 2:09  |